# Rippey (Iowa)
Rippey – miasto w Stanach Zjednoczonych, w stanie Iowa, w hrabstwie Greene. Zgodnie ze spisem statystycznym z 2000 roku, miasto liczyło 319 mieszkańców.